# NSB El 15
Die norwegische Baureihe El 15 sind elektrische Lokomotiven der Norges Statsbaner (NSB).
Sie wurden beschafft, um die älteren El 3 und El 4 auf der Bahnstrecke Luleå–Narvik, der Erzbahn, zwischen Luleå und Narvik zu ersetzen. Ihre Hauptaufgabe war die Beförderung von Eisenerzzügen. Mit ihren 420 kN Zugkraft waren die El 15 die leistungsfähigsten Lokomotiven, welche die NSB in ihrem Bestand hatten.

## Geschichte
Die Bahnstrecke Luleå–Narvik wurde ab Beginn von den beiden Staatsbahngesellschaften Norges Statsbaner (Norwegen) und Statens Järnvägar (Schweden) betrieben. Beide Gesellschaften stellten Lokomotiven zum Betrieb zur Verfügung.
Die ersten mit elektrischen Lokomotiven bespannten Züge verkehrten ab 1915 auf der Strecke Kiruna–Riksgränsen und ab 1922 auf der gesamten Erzbahn.
Die ersten elektrischen Lokomotiven waren die mit Stangenantrieb ausgestatteten O. Die maximale Zugmasse war 1900 t. Mit den Lokomotiven der Reihe Dm konnte sie in den 1950er Jahren auf 3000 t erhöht werden. In den 1960er Jahren wurde die Erzbahn für 25 Tonnen Achslast ausgebaut und die Strecke zur neuen Grube in Svappavaara gebaut, die 1968 in Betrieb genommen wurde. Auf der Strecke wurden vierachsige statt dreiachsige Erzwagen eingesetzt und SJ beschaffte die dreiteiligen Lokomotiven der Reihe Dm3, die 5000 t befördern konnten.
Die NSB hatte keine geeigneten Lokomotiven, um die 5000 t schweren Eisenerzzüge zu befördern. Das Vorhaben, die acht zwischen 1954 und 1957 beschafften El 12, paarweise gekuppelte eigenständige 1’D-Lokomotiven, so umzubauen, dass diese die Züge befördern konnten, wurde zugunsten einer Neukonstruktion verworfen.
Die El 15 wurden ab 1967 auf der Strecke Luleå–Narvik eingesetzt. Für diesen Einsatz wurden sie mit Mittelpufferkupplungen (Typ SA3) ausgerüstet.

## Konstruktion
Als Basis für den Neubau diente die Konstruktion der rumänischen 060 EA, die bei der Căile Ferate Române (CFR) im Einsatz ist. Diese sechsachsigen Lokomotiven wurden von Allmänna Svenska Elektriska Aktiebolaget (ASEA) entwickelt und von Electroputere gebaut.
Der elektrische Teil (Gleichstrommotoren) wurde von ASEA gefertigt, der mechanische von Thunes mekaniske verksted.
Sie besitzen eine Vielfachsteuerung, mit der zwei Lokomotiven von einem Führerstand gefahren werden können. Zudem sind sie mit einer Widerstandsbremse und einer besonderen Erzzugbremse ausgestattet. Für die Zugheizung standen 590 kW zur Verfügung.

## MTAS 91–96
Mit der Umstrukturierung der NSB zum 1. Juli 1996 wurde der Güterverkehr auf der Erzbahn an die LKAB (Luossavaara-Kiirunavaara Aktiebolag) übertragen, die mit ihrer norwegischen Eisenbahngesellschaft Malmtrafik AS die sechs Lokomotiven übernahm.
Die Lokomotiven erhielten zunächst einen dunkelgrünen, später einen hellblauen Anstrich. Die Lokomotive 96 behielt bis weit in die 1990er Jahre den rotbraunen NSB-Lack.
Ende 2003 wurden die Lokomotiven in Narvik abgestellt. Sie wurden durch die seit 2000 ausgelieferten  IORE-Lokomotiven ersetzt. Diese besitzen mit 5400 kW die gleiche Leistung wie die El 15, haben jedoch eine höhere Anfahrzugkraft von 600 kN.

## Hector Rail 161

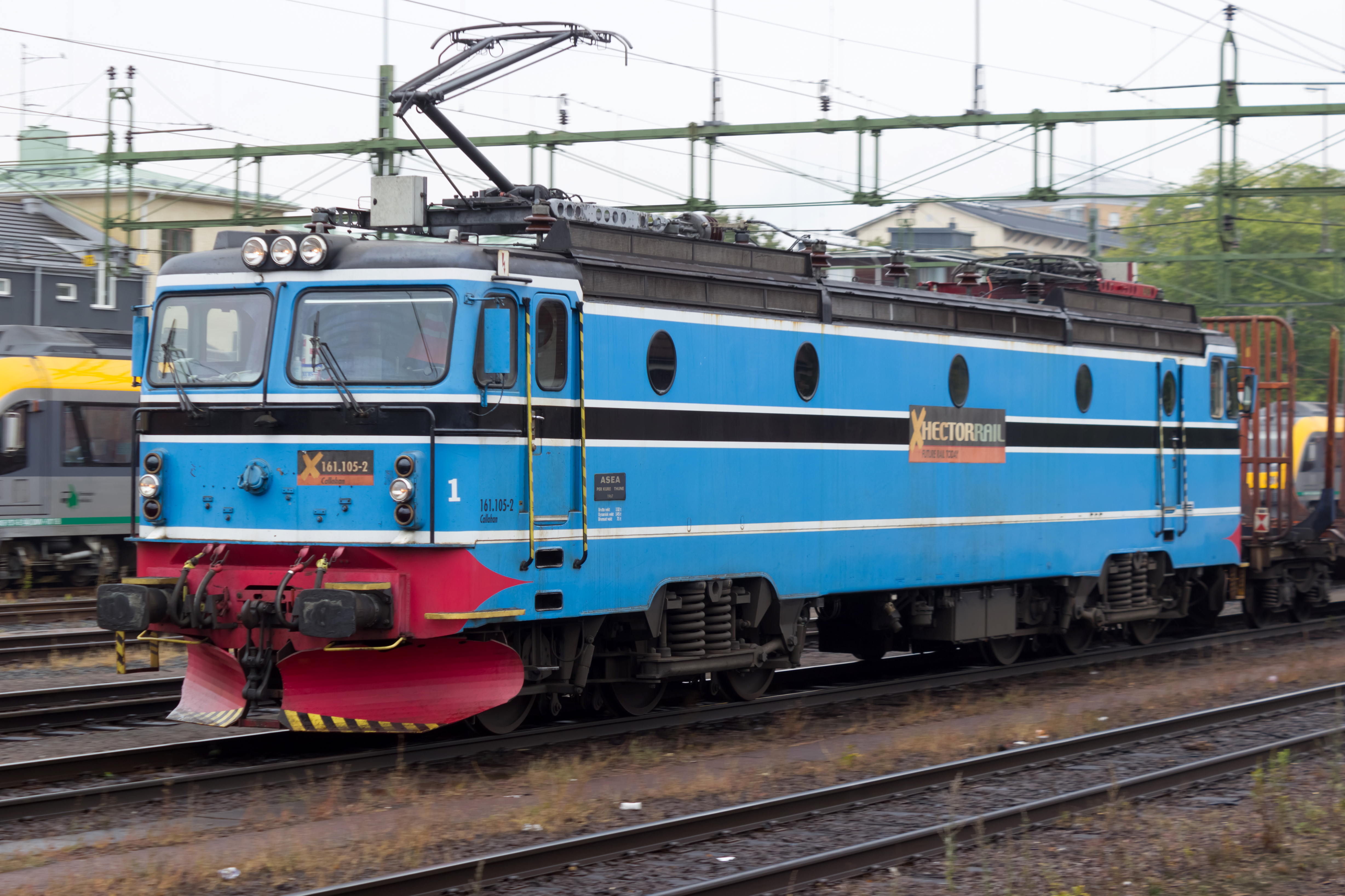
Hector Rail 161 105 „Callahan“ in Karlstad, 2015

2004 wurden die sechs El 15 weiter an Hector Rail in Schweden verkauft. Sie wurden dort als Baureihe 161 geführt und erhielten die Namen Plissken, Marlowe, Gittes, Doyle, Callahan und Deckard.
Die Lokomotiven wurden in Luleå-Notviken hauptuntersucht und neu lackiert, die Lok 105 behielt jedoch die alte hellblaue Farbe; die Lok 102 verblieb dort als Ersatzteilspender und wurde Anfang Dezember 2016 verschrottet.
Hector Rail setzte die Lokomotiven vor Güterzügen in Schweden und auf Verbindungen nach Südnorwegen ein. 2013 wurde Lok 103 in Notviken abgestellt.

## Grenland Rail El 15
Nach dem Kauf neuer Lokomotiven stellte Hector Rail die verbliebenen fünf Lokomotiven der Baureihe 161 2019 ab und verkaufte sie am 2. November 2020 an Grenland Rail, wo sie die Bezeichnung GRAS El 15 101, 103–106 erhielten. Die El 15 103 dient als Ersatzteilspender.